# Piedras rúnicas U 101, U 143 y U 147

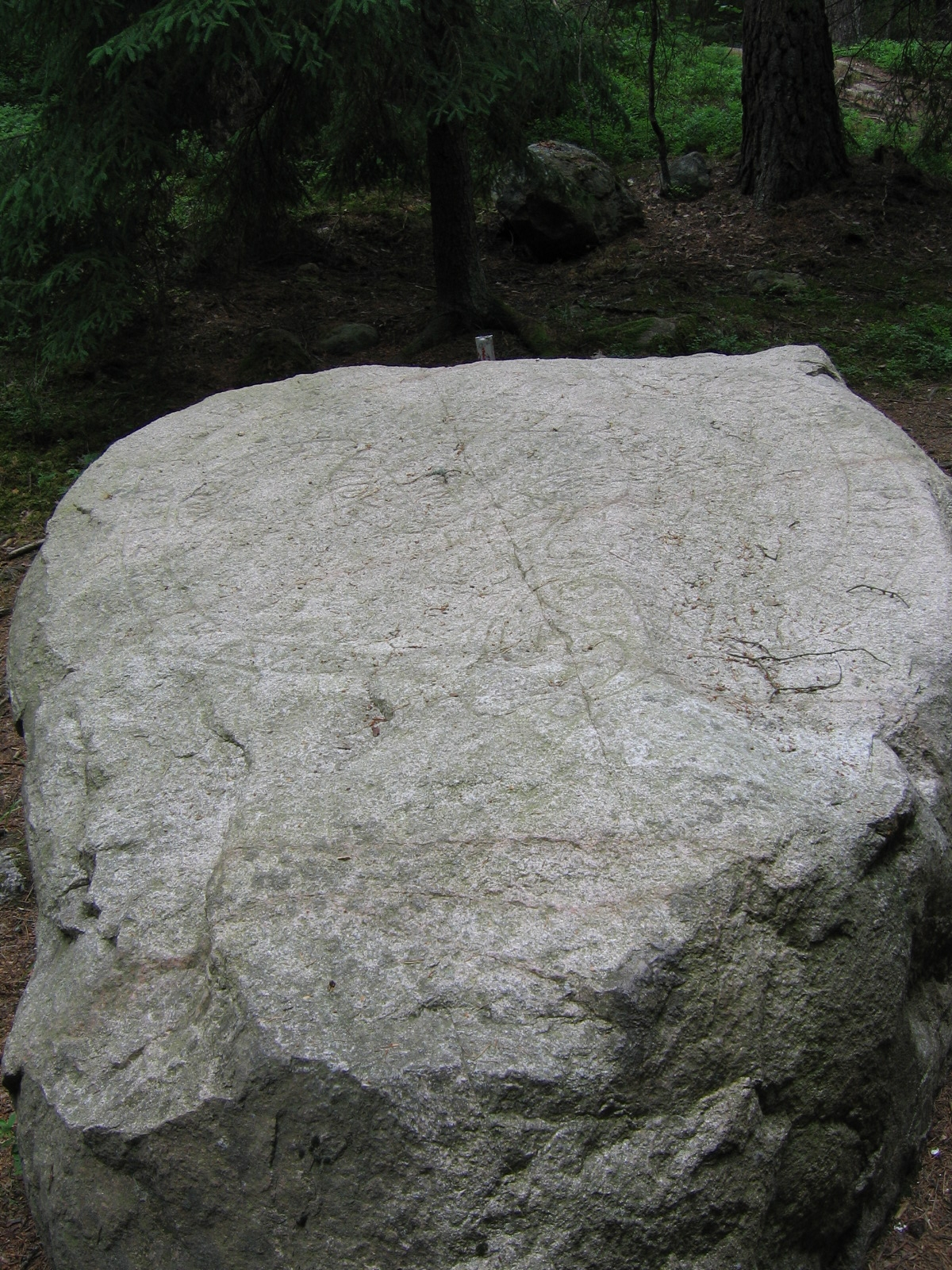
La piedra rúnica U 101 se encuentra en el interior del bosque de Södersätra cerca de Estocolmo.

Las piedras rúnicas denominadas como U 101, U 143 y U 147 se encuentran al sudoeste de Täby, en las parroquias de Sollentuna y Täby, en la provincia sueca de Uppland. Las tres son de estilo Pr4, así que datan del periodo comprendido entre 1060-1100, siendo grabadas haciendo referencia a la construcción de la carretera de Hagby a Ed en Edsviken. Pertenecen a un grupo de unas veinte piedras rúnicas denominadas piedras rúnicas de Jarlabanke que construidas pou un jefe tribal local llamado Jarlabanke y su clan. Forman un subgrupo con las piedras rúnicas de Broby bro y las inscripciones rúnicas de Hargs bro que se relacionan con la matriarca del clan llamada Estrid, la abuela de Jarlabanke.
El grabador de la piedra rúnica de Snottsta U 329, donde se menciona a Estrid y su hermano Ragnfast, fue Fot que también fue el realizador de las piedras del clan de Jarlabanke. Esto hace suponer que Estrid nació en Snottsta, se casó con Östen de Täby y se casó por segunda vez en Harg cerca de Snottsta.
Las piedras rúnicas tratadas en este artículo mencionan a los hijos fallecidos de Estrid, Ingvar (hijo de su marido Ingvar de Harg) y Ingefast (hijo de Östen de Broby).
Las inscripciones rúnicas dan más información de su familia. Parece que alcanzó una edad longeva ya que se la menciona en las mismas piedras que sus nietos Häming y Jarlabanke. Al parecer tuvo 7 hijos y regresó a las cercanías de Täby, que probablemente era donde había tenido a la mayoría de sus hijos y nietos.
Cuando el museo de la provincia de Estocolmo hizo una excavación arqueológica en Broby bro, en 1995, encontraron tres tumbas. Los tres enterramientos habían recibido un rito cristiano, por ejemplo, las cabezas estaban orientadas hacia el oeste, los cadáveres no habían sido quemados y tenían consigo algunas ofrendas. Algunas monedas encontradas ayudaron a datar las tumbas en el siglo XI. Una de ellas era de una mujer mayor que había sido enterrada junto al túmulo que una de las piedras rúnicas de Broby bro afirma que fue erigido en honor del primer marido de Estrid, Östen; por lo que es probable que el enterramiento pertenezca a la propia Estrid.

## U 101

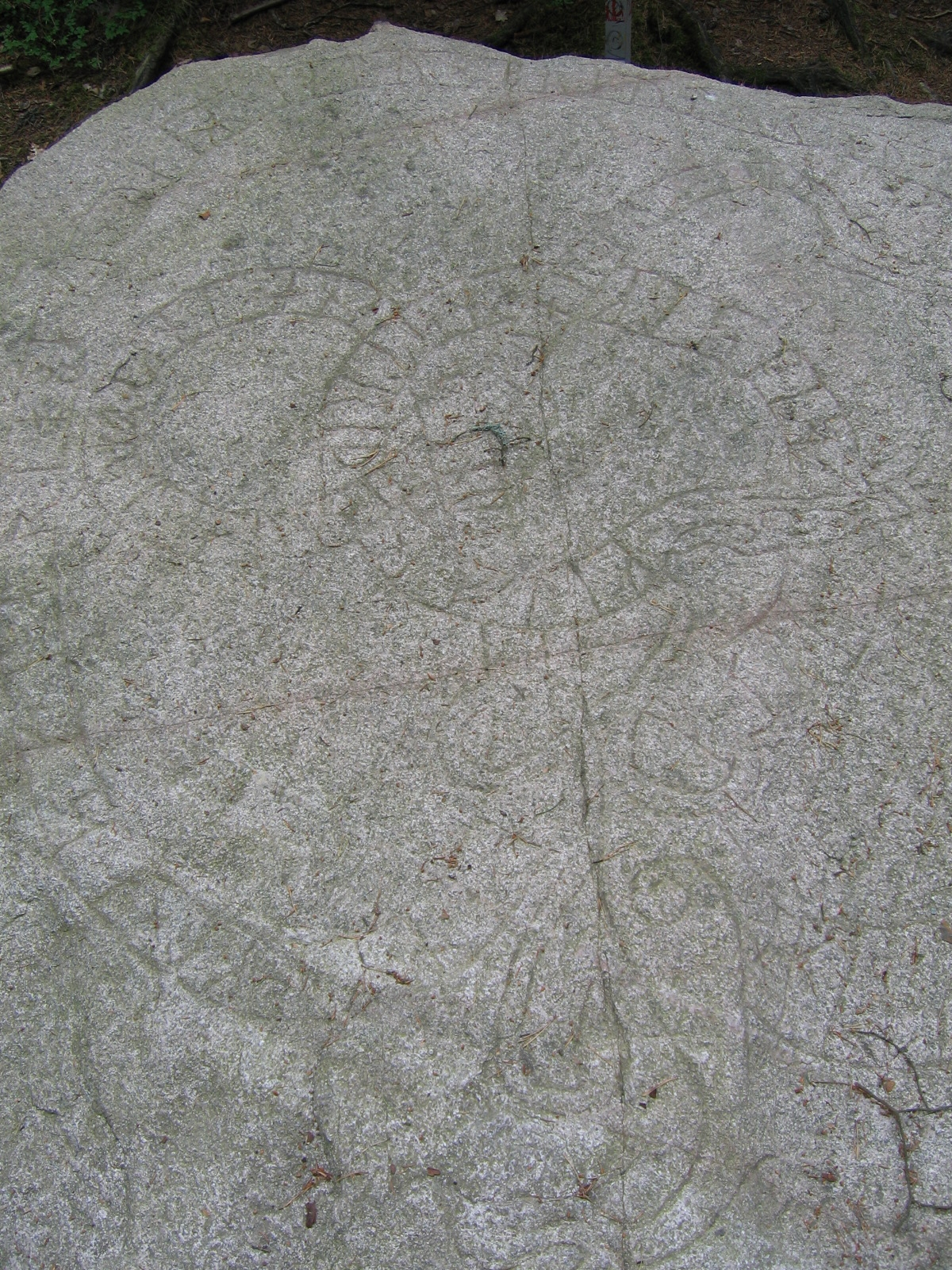
U 101.

Esta piedra rúnica está decorada en el estilo Pr4 (segunda mitad del siglo XI). La inscripción está grabada en una roca en medio del bosque junto a un sendero jalonado por varias piedras de Jarlabanke más. Se grabó por orden de Estrid y sus nietos Jarlabanke y Häming (Hemingr) en memoria de sus hijos Ingifastr (el padre de Jarlabanke y Hemingr) y Ingvar. Ingifastr es el hijo que tuvo con Eysteinn (Östen, que se menciona junto a Ingifastr en una piedra rúnica de Broby bro) y Ingvar probablemente se refiere al hijo que tuvo con el marido de su mismo nombre (ambos Ingvars se mencionan en las inscripciones rúnicas de Hargs bro).
Transliteración de las runas a letras latinas
× henmikr × auk × iarlabaki × þaiR × litu × braut + ryþia × auk × broaR × kiara × eftiR × faþur × sin × auk × estriþ × eftiR suni × sina × inkifast × auk × inkuar + kuþ × hialbi × ant × þaiRa ×
Transcripción a nórdico antiguo
HæmingR ok Iarlabanki þæiR letu braut ryðia ok broaR giæra æftiR faður sinn ok Æstrið æftiR syni sina Ingifast ok Ingvar. Guð hialpi and þæiRa.
Traducción al español
Hemingr y Jarlabanki, hicieron despejar el camino y hacer los puentes en memoria de su padre; y Ástríðr en memoria de sus hijos Ingifastr y Ingvarr. Que Dios ayude a sus espíritus.

## U 143

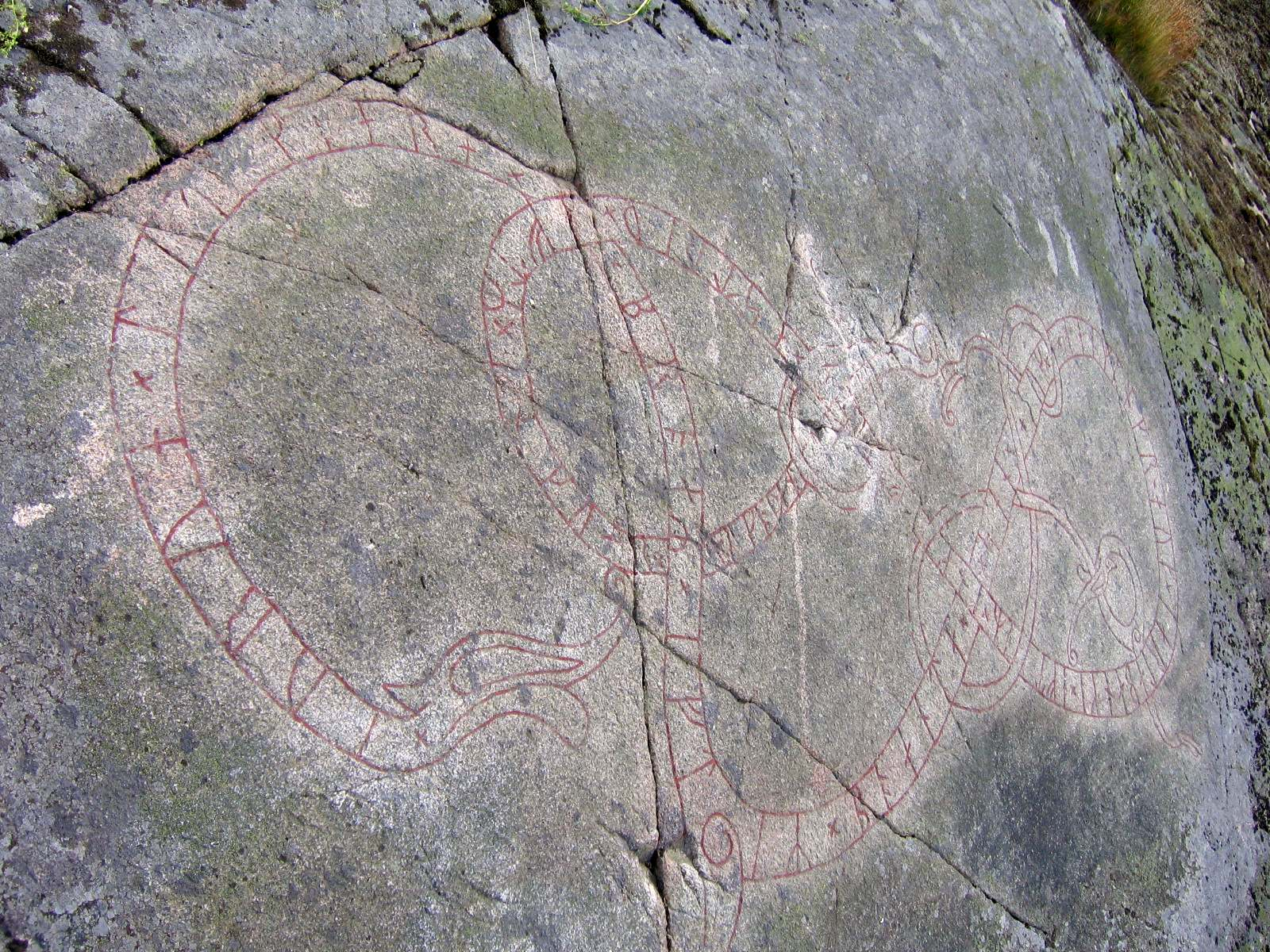
U 143.

Esta no es una piedra rúnica tallada sino una inscripción rúnica grabada directamente en una roca del suelo de una hacienda de Hagby. Su decoración es de estilo Pr4 (segunda mitad del siglo XI). Se grabó en memoria de dos hombres. Estrid la mandó hacer en memoria de Ingvar, mientras que sus nietos Hemingr y Jarlabanke y su madre Jórunn (la nuera de Estrid) se la dedican a Ingifastr, que era su padre y marido respectivamente, y el hijo de Estrid.
Transliteración de las runas a letras latinas
× iurun × lit × kiara ×× broaR × iftiR × boanta ×× sen ×× auk ×× henminkr × auk × iarlabanki × eftiR × ink[i]fast × estriþ × iftR × inkuar × alkoþan × trenk
Transcripción al nórdico antiguo
Iorun let gærva broaR æftiR boanda senn ok HæmingR ok Iarlabanki æftiR Ingifast, Æstrið æftiR Ingvar, allgoðan dræng.
Traducción al español
Jórunnr hizo el puente en memoria de su marido; y Hemingr y Jarlabanki en memoria de Ingifastr; Ástríðr en memoria de Ingvarr, y un hombre excelente y valeroso.

## U 147

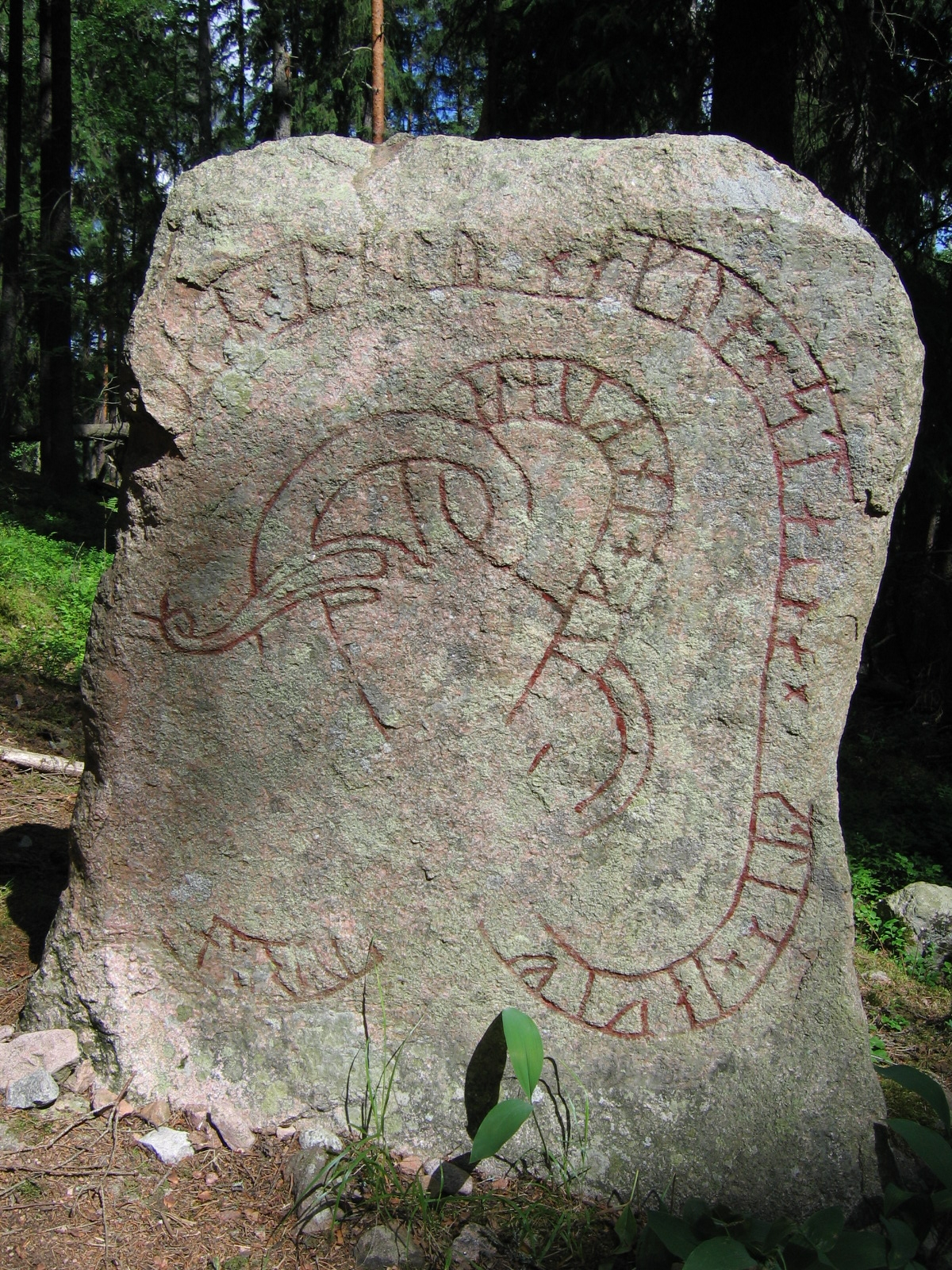
U 147.

Esta deteriorada piedra rúnica está decorada en el estilo estilo Pr4 (segunda mitad del siglo XI). Está ubicada solo a unos cuantos centenares de metros de la piedra U 148. Se hizo en memoria de Ingifastr e Ingvar como las piedras anteriores, pero solo queda el nombre de Jórunn entre los que encargaron la piedra. El pronombre personal þaR es la significa «ellas» en nórdico antiguo, y muestra que Jórunn encargó la piedra junto con otra mujer. El hecho de que se dedique al hijo de Estrid, Ingvar, y que queden las runas equivalentes a tr apunta a que la suegra de Jórunn, Estrid, era la segunda mujer que encargó la piedra.
Transliteración de las runas a letras latinas
-(u)(r)(u)(n) ...(t)(r)... þaR × litu × hakua × staina × --ti- × iakif... -uk + inkuar
Transcripción al nórdico antiguo
[I]orunn ... þaR letu haggva stæina [æf]ti[R] Ingif[ast] ok Ingvar.
Traducción al español
Jórunnr ... ellas encargaron cortar las piedras en memoria de Ingifastr e Ingvarr.